# Trần Thọ (sử gia)
| Nhị thập tứ sử | Nhị thập tứ sử | Nhị thập tứ sử              | Nhị thập tứ sử |
| -------------- | -------------- | --------------------------- | -------------- |
| STT            | Tên sách       | Tác giả                     | Số quyển       |
| 1              | Sử ký          | Tư Mã Thiên                 | 130            |
| 2              | Hán thư        | Ban Cố                      | 100            |
| 3              | Hậu Hán thư    | Phạm Diệp                   | 120            |
| 4              | Tam quốc chí   | Trần Thọ                    | 65             |
| 5              | Tấn thư        | Phòng Huyền Linh (chủ biên) | 130            |
| 6              | Tống thư       | Thẩm Ước                    | 100            |
| 7              | Nam Tề thư     | Tiêu Tử Hiển                | 59             |
| 8              | Lương thư      | Diêu Tư Liêm                | 56             |
| 9              | Trần thư       | Diêu Tư Liêm                | 36             |
| 10             | Ngụy thư       | Ngụy Thâu                   | 114            |
| 11             | Bắc Tề thư     | Lý Bách Dược                | 50             |
| 12             | Chu thư        | Lệnh Hồ Đức Phân (chủ biên) | 50             |
| 13             | Tùy thư        | Ngụy Trưng (chủ biên)       | 85             |
| 14             | Nam sử         | Lý Diên Thọ                 | 80             |
| 15             | Bắc sử         | Lý Diên Thọ                 | 100            |
| 16             | Cựu Đường thư  | Lưu Hú (chủ biên)           | 200            |
| 17             | Tân Đường thư  | Âu Dương Tu, Tống Kỳ        | 225            |
| 18             | Cựu Ngũ Đại sử | Tiết Cư Chính (chủ biên)    | 150            |
| 19             | Tân Ngũ Đại sử | Âu Dương Tu (chủ biên)      | 74             |
| 20             | Tống sử        | Thoát Thoát (chủ biên)      | 496            |
| 21             | Liêu sử        | Thoát Thoát (chủ biên)      | 116            |
| 22             | Kim sử         | Thoát Thoát (chủ biên)      | 135            |
| 23             | Nguyên sử      | Tống Liêm (chủ biên)        | 210            |
| 24             | Minh sử        | Trương Đình Ngọc (chủ biên) | 332            |
| -              | Tân Nguyên sử  | Kha Thiệu Mân (chủ biên)    | 257            |
| -              | Thanh sử cảo   | Triệu Nhĩ Tốn (chủ biên)    | 529            |

Trần Thọ (giản thể: 陈寿, phồn thể: 陳壽, bính âm: Chén Shòu, 233 – 297) tự là Thừa Tộ, nguyên quán ở quận Ba Tây (nay thuộc địa cấp thị Nam Sung tỉnh Tứ Xuyên), trước làm quan cho nhà Thục Hán, sau khi Thục Hán diệt vong sang làm quan cho nhà Tây Tấn, là tác giả của bộ chính sử Tam quốc chí.

## Cuộc đời
Trần Thọ thuở nhỏ rất hiếu học, từng bái Tiều Chu làm thầy, sau đó đảm nhiệm chức quan các lệnh sử trong triều đình Thục Hán. Cha Trần Thọ là Trần Thức làm tham quân cho Mã Tốc, Mã Tốc trái lệnh làm mất Nhai Đình bị Gia Cát Lượng xử chém, Trần Thức có liên can nên cũng bị xử tội khôn hình, con Gia Cát Lượng là Gia Cát Chiêm vì thế khinh Thọ. Trần Thọ cũng vì không theo phe cánh của hoạn quan Hoàng Hạo nên thường bị truất biếm. Sau khi Thục Hán diệt vong, Tư không nhà Tấn là Trương Hoa yêu mến tài năng của Trần Thọ, cử hiếu liêm, giao cho chức tá trước tác lang bổ nhiệm làm huyện lệnh Dương Bình.
Trong thời gian này, Trần Thọ biên soạn cuốn Thục tướng Gia Cát Lượng tập dâng lên triều đình, do đó được bãi chức trước tác lang và thăng lên chức trung chính ở quận Dương Bình. 
Sau này Trần Thọ làm quan cho nhà Tấn, ông đã dồn hết tâm huyết để biên soạn tác phẩm Tam quốc chí, ghi chép lại lịch sử Trung Quốc thời kỳ Tam quốc, tổng cộng 65 thiên, trở thành một trong 24 bộ chính sử lớn của Trung Quốc.

## Biên soạn Tam quốc chí
Khi viết Tam quốc chí, Trần Thọ đã căn cứ vào nhiều sử liệu như Ngụy thư của Vương Thẩm (?-266), Ngụy lược của Ngư Hoạn, Ngô thư của Vi Chiêu. Thục Hán không có chính sử, Trần Thọ phải tự thu thập tư liệu để viết. Theo như Tấn thư ghi lại, thì Tam quốc chí ra đời được đánh giá rất cao, đương thời Hạ Hầu Trạm biên soạn cuốn Ngụy thư khi xem Tam quốc chí của Trần Thọ thấy không bằng được liền tự tiêu hủy tác phẩm của mình. Lưu Hiệp, người thời Lương (Nam-Bắc triều) trong cuốn Văn tâm điêu long, mục Sử truyện chép rằng: "Duy Trần Thọ tam chí, văn chất biện hiệp, Tuân, Trương tỷ chi ư Thiên, Cố, phi vọng dự dã" (Tam quốc chí của Trần Thọ thấm nhuần chất văn, như Tuân, Trương so sánh với Thiên, Cố, chẳng phải khen quá lời).
Tam quốc chí của Trần Thọ không chỉ khái quát tình hình chính trị, kinh tế, quân sự thời Tam quốc mà còn đề cập đến nhiều nhân vật xuất sắc trong các lĩnh vực văn học, nghệ thuật, kỹ thuật..., đồng thời ghi chép về một số dân tộc thiểu số và các nước láng giềng của Trung Quốc (như Nhật Bản, Triều Tiên).
Tính trung lập của Trần Thọ khi viết sử cũng có nhiều ý kiến phê bình khác nhau. Theo như Tấn thư chép lại, thì Trần Thọ từng nói với con của Đinh Nghi, Đinh Hạo - hai người có tiếng ở nước Ngụy - rằng: "Khả mịch thiên hộc mễ kiến dữ, đương vị tôn công tác giai truyện" (Nếu tìm cho ta được nghìn hộc lương, ta sẽ vì tôn phụ mà viết truyện cho hay). Kết quả bị từ chối, Trần Thọ cũng không viết truyện về hai người họ Đinh nữa.
Nhà nghiên cứu lịch sử Dịch Trung Thiên cho rằng Trần Thọ nghiêm cẩn trong truy xét, khoảng cách thời gian lại không dài (là người đương thời), nên tin tưởng được. Có điều, chính vì thái độ nghiêm cẩn đó, Trần Thọ đã lược bỏ khá nhiều tài liệu thời đó, nên Tam quốc chí tương đối giản lược. Thế mới có sự chú thích của Bùi Tùng Chi. Chi đã bổ sung một lượng lớn tài liệu, gồm những phần Trần Thọ đã lược bỏ hoặc không thấy, có phần phân tích thêm. Bùi Tùng Chi là người nghiêm túc, có thể tin tưởng vào những lời chú dẫn của ông. “Chí” của Trần Thọ và “Chú” của Bùi Tùng Chi là hai căn cứ của cái gọi là “chính thuyết”. Đương nhiên có thể tham khảo các sách sử khác, nhưng nếu có mâu thuẫn thì “vào trước là chủ” nên dựa vào “Trần chí, Bùi chú” là tốt nhất.
Ngoài ra cũng có lời phê bình cho rằng cha của Trần Thọ (có sách ghi là Trần Thức) do Thức bị Gia Cát Lượng xử tội cạo tóc vì bê trễ việc quân, nên trong quyển 35 Tam quốc chí Gia Cát Lượng truyện, Trần Thọ cố ý đánh giá hạ thấp Gia Cát Lượng là "không đủ tài mưu lược" trong quân sự. Nhận xét này bị coi là thiếu khách quan, có thể là dùng việc công để báo thù riêng, dù Trần Thọ cũng có ca ngợi Gia Cát Lượng là "thực là người hiền tài đại độ trong điều hành chánh sự, có thể nói ví như Quản Trọng và Tiêu Hà cũng chẳng thể hơn". Lời phê bình này được nhắc tới trong Tấn thư - Trần Thọ liệt truyện, cuốn chính sử về nhà Tấn được biên soạn đầu thời nhà Đường.

## Tác phẩm
Ngoài Tam quốc chí ông còn soạn Cổ quốc chí gồm 50 thiên và Ích Đô kì cựu truyện gồm 10 thiên.

## Đánh giá
| “          | Khanh ắt lấy tài học mà thành danh, nay bị tổn thất cũng không phải là bất hạnh. Phải nên cẩn thận hơn | ” |
| — Tiều Chu | |   |

| “                  | Người đương thời khen là giỏi kể chuyện, có tài viết sử | ” |
| — Phòng Huyền Linh |                                                         |   |

| “            | Tấn thư cũng giao luôn cho ông | ” |
| — Trương Hoa |                                |   |